# Дьяченко Володимир Володимирович
Володи́мир Володи́мирович Дьяче́нко (нар. 6 січня 1968 — 27 червня 2018) — солдат Збройних сил України, учасник російсько-української війни.

## Життєпис
Народився 1968 року в селі Семенівка (Томаківський район, Дніпропетровська область). Працював на Томаківському заводі литої тари.
У часі війни — солдат 93-ї бригади.
27 червня 2018-го загинув внаслідок ворожого артилерійського обстрілу 122-мм снарядами поблизу села Богданівка (Волноваський район) — в передвечірню пору троє бійців зазнали поранень, що несумісні з життям — Олександр Холін, Володимир Дьяченко та Дмитро Петрушенко внаслідок прямого влучення снаряда у спостережну позицію.
Похований у селі Семенівка.
Без Володимира лишився син Руслан.

## Нагороди та вшанування
- указом Президента України № 239/2018 від 23 серпня 2018 року «за особисту мужність і самовіддані дії, виявлені у захисті державного суверенітету та територіальної цілісності України, зразкового виконання військового обов'язку» — нагороджений орденом «За мужність» III ступеня (посмертно)[1]